# Semiarundinaria
Semiarundinaria (Syn.: Brachystachyum Keng) ist eine Bambus-Gattung des Subtribus Shibataeinae innerhalb der Familie der Süßgräser (Poaceae), zu dem auch die Gattung Phyllostachys zählt.

## Beschreibung und Verwendung
Semiarundaria sind mittelhohe Bambus-Arten (3 bis 14 m), deren Halme im Allgemeinen drei Zweige pro Knoten bilden. Die Halme haben Durchmesser von 1 bis 4 cm. Sie bilden nur wenige Ausläufer und brauchen daher weniger Platz als z. B. Phyllostachys-Arten. Da viele Arten frosthart sind, werden sie auch in Europa kultiviert. 
Die Blütenährchen sind sitzend und 2- bis 7-blütig. Die Zahl der Hüllspelzen ist 0 bis 3. Die Deckspelze ist häutig und spitz. Die Vorspelzen sind so lang oder länger als die Deckspelzen. Sie sind an der Spitz abgerundet. Jede Blüte hat 3 Staubblätter, einen Griffel und 3 Narben.

## Taxonomie
Die Gattung Semiarundinaria wurde 1925 durch Takenoshin Nakai in Journal of the Arnold Arboretum Band 6, Seite 150 erstbeschrieben. Diesen Namen hatte vorher schon Tomitarô Makino im Jahr 1918 veröffentlicht, jedoch ohne Beschreibung. Nakai übernahm von ihm den Namen. Der Name Semiarundinaria besteht aus den Wortteilen semi = „halb“ und Arundinaria eine Bambusgattung des Subtribus Arundinariinae.

## Arten (Auswahl) und Verbreitung
Die Gattung besteht aus sechs bis 15 Arten, die hauptsächlich in Japan, Nepal, Bhutan, im östlichen und südlichen China (drei Arten) vorkommen.
Hier die Liste der anerkannten Arten:
- Semiarundinaria albostriata (G.H.Lai) G.H.Lai: Anhui.[2]
- Semiarundinaria densiflora (Rendle) T.H.Wen: Südliches China.[2]
- Narihira-Bambus (Semiarundinaria fastuosa (Lat.-Marl. ex Mitford) Makino): Zentrales und südliches Japan.[2]
- Semiarundinaria fortis Koidz.: Nördliches und zentrales Kyushu.[2]
- Semiarundinaria kagamiana Makino: Honshu.[2]
- Semiarundinaria makinoi Hisauti & Muroi:
- Semiarundinaria shapoensis McClure: Die Heimat ist Hainan.[2]
- Semiarundinaria sinica T.H.Wen: Jiangsu, Zhejiang.[2]
- Semiarundinaria yashadake (Makino) Makino: Zentrales und südliches Japan.[2]

Nicht mehr zu dieser Gattung gehört:
- Semiarundinaria okuboi Makino ⇒ Sinobambusa tootsik (Makino) Makino ex Nakai
- Semiarundinaria pantlingii (Gamble) Nakai ⇒ Yushania pantlingii (Gamble) R.B.Majumdar; ist auf etwa 2300 m über dem Meer im Himalaya (Nepal, Bhutan) beheimatet.